# ليزا (مغنية فرنسية)
ليزا (بالفرنسية: Lisa)‏ هي مغنية فرنسية، ولدت في 26 أغسطس 1997.

## وصلات خارجية
- الموقع الرسمي
- ليزا على موقع ميوزك برينز (الإنجليزية)
- ليزا على موقع ديسكوغز (الإنجليزية)